# Age of Empires (jeu vidéo)
Cet article concerne le jeu vidéo. Pour la série de jeux vidéo, voir Age of Empires. Pour les autres significations, voir AOE.
Vous lisez un « bon article » labellisé en 2014.
Age of Empires (souvent abrégé en AoE) est un jeu vidéo de stratégie en temps réel développé par Ensemble Studios et publié par Microsoft Game Studios le 15 octobre 1997 en Amérique du Nord et le 2 février 1998 en Europe et au Japon. L'action du jeu se déroule dans un contexte historique, sur une période comprise entre 5000 av. J.-C. et 800 ap. J.-C. au cours de laquelle le joueur doit faire évoluer une civilisation antique de l’âge de la pierre à l’âge du fer pour débloquer de nouvelles technologies et unités lui permettant de bâtir un empire. Douze civilisations sont disponibles dans le jeu, chacune d'elles s'inspirant de périodes historiques telles que l’Égypte antique et la Grèce antique ou la Mésopotamie. À sa sortie, son contexte historique lui permet de se démarquer des autres jeux de stratégie en temps réel, ce qui lui vaut d'être bien accueilli par la presse spécialisée. Il connaît rapidement un important succès commercial qui lui permet de se vendre à plus de trois millions d'exemplaires et de contribuer à faire de Microsoft Game Studios un acteur majeur du secteur du jeu vidéo.
En 1998, le jeu se voit doté d'une extension intitulée The Rise of Rome qui se vend à plus d'un million d'exemplaires. Plusieurs suites sont ensuite développées par Ensemble Studios. La première, intitulée Age of Empires II: The Age of Kings, est publiée fin 1999 et couvre la période du Moyen Âge. Comme le jeu original, celle-ci est très bien accueillie par la presse spécialisée et le jeu se vend à plus de deux millions d'exemplaires.
En 2017, Age of Empires: Definitive Edition est annoncé lors du E3 PC Gaming Show. Il s'agit d'une version entièrement remastérisée de Age of Empires. Le jeu est sorti le 20 février 2018 sur Windows, puis le 19 août 2019 sur Steam.

## Trame
L'action du jeu se déroule sur une période comprise entre 5000 av. J.-C. et 800 ap. J.-C. au cours de laquelle le joueur doit faire évoluer une civilisation à travers quatre âges : l’âge de la pierre, l’âge de l’outil, l’âge du bronze et l’âge du fer. Les quatre campagnes du jeu retracent des événements de l'histoire de quatre civilisations : l’Égypte antique, la Grèce antique, Babylone et le Japon de la période Yamato. Dans la première d'entre elles, qui tient également lieu de tutoriel, le joueur se voit confier le destin de l’Égypte depuis l'établissement d'un village sur les bords du Nil à la construction d'une pyramide. La campagne grecque retrace de son côté l'avènement des cités-États, la guerre entre Athènes et Sparte, la chute de Troie et les conquêtes menées par Alexandre le Grand. Le joueur suit ensuite le clan Yamato dans sa lutte pour unifier le Japon avant d'assister à la difficile montée en puissance des babyloniens dans la vallée de l'Euphrate et aux guerres qui les opposent aux égyptiens et aux assyriens,.

## Système de jeu
Age of Empires demande au joueur de développer une civilisation à partir d’une tribu vivant de la chasse et de la cueillette jusqu'à un empire de l’âge de fer. Pour gagner, le joueur doit collecter des ressources lui permettant de construire des bâtiments, de développer de nouvelles technologies et de créer une armée capable de défaire l’armée adverse et de détruire sa base. Les ressources doivent également être préservées puisque celles-ci ne se renouvellent pas pendant la partie ; lorsqu’un arbre est abattu celui-ci ne repoussera pas,.
Douze civilisations sont disponibles, chacune mettant à disposition du joueur une gamme de technologies et d’unités. Chaque civilisation dispose également de technologies uniques, aucune d’entre elles ne disposant donc de toutes les technologies disponibles dans le jeu. Un des éléments majeurs du jeu est la possibilité pour le joueur de faire évoluer sa civilisation en traversant quatre âges : l’âge de la pierre, l’âge de l’outil, l’âge du bronze et l’âge du fer. Cette évolution se fait grâce à une recherche disponible au forum, chaque passage à un âge plus avancé mettant à disposition du joueur de nouvelles technologies, armes et unités,.

### Civilisations
Le joueur peut choisir de contrôler une des douze civilisations du jeu. Celles-ci sont divisées en quatre groupes distincts dont le style architectural est basé sur celui des civilisations de l’Asie de l'Est, de la Mésopotamie, de l’Égypte et de la Grèce. Ces douze civilisations sont les suivantes :
| Style         | Grec                     | Égyptien                      | Babylonien                  | Asiatique           |
| ------------- | ------------------------ | ----------------------------- | --------------------------- | ------------------- |
| Civilisations | Grecs Minoens Phéniciens | Égyptiens Assyriens Sumériens | Babyloniens Perses Hittites | Chang Choson Yamato |

En plus d’être différenciée par son style architectural, chaque civilisation possède ses points forts et ses points faibles que le joueur doit exploiter pour gagner. Les Grecs manquent par exemple d’archers, mais leurs unités d’infanterie les plus évoluées sont plus rapides que celles des autres civilisations,.

### Économie
Age of Empires demande au joueur de collecter des ressources pour développer sa base et créer des troupes armées. Pour cela, le joueur dispose généralement dès le début de la partie d’un forum et d’unités non combattantes (communément appelées villageois) pouvant construire des bâtiments supplémentaires et rapporter au forum le bois coupé en forêt, la pierre et l’or extraits des mines et la nourriture pouvant provenir de la chasse, de la cueillette, de la pêche ou des fermes,. En plus de stocker les ressources, le forum permet de créer des villageois supplémentaires ; construire une armée digne de ce nom pouvant nécessiter une très grande quantité de ressources. Il est en effet important d’augmenter le nombre de villageois afin d’accélérer la collecte des ressources nécessaires au développement d’une base et à la fabrication des troupes armées. Le forum permet enfin de rechercher, pour une certaine quantité de ressources, l’amélioration permettant de passer à un âge plus évolué.
En plus de gérer la collecte des ressources, le joueur doit également gérer l’hébergement de ses troupes. Il suffit pour cela de construire des habitations suivant le même principe que les fermes de Warcraft, un nombre d’habitations insuffisant bloquant la production d’unités supplémentaires.

### Unités
Les unités militaires sont produites dans des bâtiments spécifiques réservés à cet effet. Plusieurs types de combattants sont disponibles dans le jeu comme les unités d’infanteries, les archers, les unités de cavalerie ou les armes de siège. En construisant un temple, le joueur a également accès aux prêtres qui peuvent soigner les unités alliées et convertir celles des ennemis. Des unités navales sont également disponibles (après avoir construit un port) dont des navires de guerre et des transports de troupes,. La plupart des unités peuvent bénéficier d’améliorations comme une augmentation de la portée pour les archers ou une augmentation de l’armure pour l’infanterie.

### Modes de jeu
Plusieurs modes de jeu différents sont disponibles dans le jeu. Dans le mode campagne, le joueur doit compléter des missions aux objectifs distincts qui se succèdent de manière linéaire. Quatre campagnes sont disponibles dans le jeu, chacune suivant l’histoire d’une des civilisations du jeu comme celles des Égyptiens, des Grecs, des Babyloniens ou des Japonais pendant la période Yamato. Une campagne spécialement créée pour la version de démonstration du jeu et mettant en scène les Hittites est également disponible. En plus des campagnes, le joueur peut également jouer contre l’intelligence artificielle du jeu dans un mode de jeu appelé « carte aléatoire » dans lequel des cartes sont générées de manière aléatoire pour chaque nouvelle partie. Dans ce mode, le joueur dispose de quatre manières pour remporter une partie : la destruction quasi totale des bâtiments et unités adverses (il peut rester par exemple des navires de pèche, qui ne permettent pas de renverser la partie) ; le contrôle de tous les artefacts disponibles sur la carte pendant 2 000 ans (ruines ou reliques) ou la construction d’une merveille que le joueur doit ensuite protéger pendant 2 000 ans ; la dernière option permettant de fixer une durée limitée à la partie, le joueur ayant le plus haut score étant alors déclaré vainqueur. Différentes variations de ce mode de jeu sont également disponibles comme le combat à mort dans lequel les joueurs commencent la partie avec une importante quantité de chaque ressource dans leurs stocks,,.
Age of Empires permet également à jusqu'à huit joueurs de jouer simultanément sur Internet ou en réseau local. Néanmoins, le mode multijoueur étant moins sophistiqué que pour des jeux plus récents, des déconnexions et des ralentissements arrivent régulièrement. Jusqu’au 19 juin 2006, le mode multijoueur sur Internet est assuré par la plate-forme Microsoft Gaming Zone, mais, depuis cette date, celle-ci ne permet plus de jouer aux jeux sur CD-ROM comme Age of Empires ou  Age of Empires II: The Age of Kings. D'autres plateformes comme Gameranger ou Voobly permettent de jouer également en ligne.
Le jeu intègre un éditeur de scénario permettant au joueur de créer ses propres scénarios ou campagnes. Cet outil est plus simple et plus facile à utiliser que les éditeurs du même type fournis avec des jeux plus récents, mais dispose en contrepartie de moins de possibilités. Ensemble Studios a utilisé cet éditeur pour réaliser une campagne solo fournie avec le jeu. Divers sites non officiels permettent de partager et de télécharger différents scénario créés par des joueurs. Fin 2005, il est découvert qu’en modifiant certains fichiers, il est possible de débloquer dans l’éditeur des unités de la version bêta du jeu dont un vaisseau spatial ou un héros changeant de camp quand une unité passe à côté de lui. En modifiant d’autres données, les règles de placement des unités peuvent également être modifiées pour par exemple permettre de les placer sur n’importe quel type de terrain.

## Développement

### Création d’Ensemble Studios
Après avoir travaillé pendant plusieurs années dans le développement de logiciels d’entreprise, Tony Goodman commence à envisager avec Angelo Laudon, un de ses programmeurs, la création d’une entreprise de jeu vidéo. En 1995, ils lancent le développement d’un prototype de moteur de jeu. Alors qu’ils font encore partie de Ensemble Corporation, ils commencent à programmer en utilisant la nouvelle bibliothèque WinG, une technologie de Microsoft destinée au développement de jeux pour Windows. Pour concrétiser leur projet, ils réalisent rapidement qu’ils ont besoin d’un artiste. Leur choix se porte sur Brad Crow, un jeune homme tout juste sorti de l’école.
En février 1996, Tony Goodman décide avec Rick Goodman et John Boog-Scott de créer Ensemble Studios. Pour les aider dans le développement d’Age of Empires, ils recrutent rapidement leurs deux premiers programmeurs, Angelo Laudon et Tim Dean, ainsi que trois artistes : Brad Crow, Scott Winsett et Thommy Namuonglo. Ils engagent également Brian Sullivan pour les aider dans la conception, l’implémentation et le management.
Bruce Shelley, qui avait assisté Sid Meier pour la conception de Civilization et que Tony Goodman connaît depuis longtemps, rejoint plus tard le studio en tant que concepteur.

### Équipe de développement
- Producteur : Tony Goodman
- Responsable conception : Rick Goodman
- Concepteurs : Bruce Shelley, Brian Sullivan
- Responsable programmation : Angelo Laudon
- Programmation : Tim Deen, Mark Terrano, Dave Pottinger, Matt Pritchard, David Lewis, Mickey Kawick, Bill Schofield
- Directeur artistique : Brad Crow
- Artistes : Scott Winsett, Thonny Namuonglo, Sean Wolff, Duncan McKissick, Don Gagen, Herb Ellwood, Duane Santos, David Deen
- Scénaristes : Ian Fischer, John Evanson, Sandy Petersen
- Effet sonore : Chris Rippy
- Compositeurs : David Rippy, Stephen Rippy[20]

### Conception
Le concept du jeu prend forme dès 1995 lorsqu'Angelo Laudon et Tony Goodman commencent à envisager la création d’un jeu s’inspirant de Civilization et de son contexte historique. L’idée de base des concepteurs est de créer un jeu s’inspirant des films Péplum relatant les affrontements entre Grecs, Romains et Égyptiens – comme Spartacus ou Alexandre le Grand –  dans lequel le joueur aurait la possibilité de construire des pyramides, de commander des armées dans des environnements exotiques et de développer un empire. D’après Bruce Shelley, ce contexte historique est alors jugé particulièrement intéressant, car celui-ci permet de rendre le jeu plus réaliste et plus accessible aux joueurs occasionnels. De plus, les autres jeux de stratégie en temps réel de l’époque étaient tous basés sur un univers médiéval-fantastique ou de science-fiction, le contexte historique permettait donc à Age of Empires de se démarquer de ses concurrents. Pour Tony Goodman, ce concept constituait un objectif à la hauteur de l’équipe de développement qui est immédiatement acquise au projet.
Fin 1995, une première version du jeu, alors intitulé Dawn of Man, fonctionne déjà correctement, mais l’équipe de concepteurs ne sait toujours pas si celui-ci sera un jeu de stratégie en temps réel comme Command and Conquer, un jeu de gestion comme SimCity ou un jeu de stratégie au tour par tour comme Civilization. Lorsque l’équipe découvre Warcraft II, de nombreux éléments du système de jeu, comme la gestion des ressources, la construction d’empire et les recherches technologiques, sont déjà bien définis. Le système de combat est au contraire loin d’être décidé et Warcraft II provoque un choc dans l’équipe qui découvre à quel point les combats en temps réel peuvent être amusants et décident d’utiliser ce principe pour Age of Empires.
Un autre changement majeur du concept prend forme à la moitié du développement lorsque les concepteurs prennent connaissance du plan de localisation du jeu. Ils découvrent en effet qu’Age of Empires sera vendu en Asie, mais qu’il n’inclut alors aucune civilisation asiatique.  En plus des tribus d’Europe, d’Afrique et du Moyen-Orient, le studio décide donc d’inclure une tribu d’Asie malgré la charge supplémentaire que cela provoquerait pour les artistes.
D’autres modifications du système de jeu sont mises en place plus tard dans le développement. Ainsi, début 1997, les concepteurs cherchent à ajouter de nouvelles manières de remporter une partie afin que le jeu ne se résume pas qu’à des combats. De nombreuses idées sont alors testées puis rejetées jusqu’à ce que Mark Terrano, un des programmeurs, propose l’idée de construire une « Armageddon Clock » forçant les joueurs à abandonner ce qu’ils font pour se concentrer sur un nouvel objectif.
Les concepteurs ont également consacré plusieurs mois à ajuster les caractéristiques des unités afin de s’assurer que le jeu soit amusant et correctement équilibré.

### Conception graphique
Très tôt dans le développement, l’équipe décide que l’ensemble des graphismes du jeu doivent être construits à partir de modèles en trois dimensions. Tous les sprites 2D du jeu sont ainsi issus de modèles 3D créés sur 3D Studio et 3D Studio Max. Les différents objets du jeu ainsi créés, composés de plusieurs milliers de polygones, sont ensuite texturés, animés et rendus sous la forme d’un fichier .FLC (Autodesk Animator Pro) utilisant une palette de 256 couleurs. Ces fichiers sont ensuite confiés à un spécialiste de la 2D qui retouche et nettoie les animations image par image sous Photoshop, ce processus de nettoyage impliquant d’affiner les détails et de lisser les bordures des formes. La qualité visuelle des sprites du jeu est ainsi significativement améliorée. L'utilisation de modèles 3D se révèle bénéfique pour d’autres applications, les artistes les ayant entre autres utilisés pour les arrières plans des menus, des écrans de statut et les cinématiques.
Un des principaux problèmes rencontrés au cours de la conception graphique concerne l’utilisation d’une palette de 256 couleurs. En effet, les couleurs de celle-ci sont définies au début du projet, bien avant la création des modèles et des textures. Pour certaines portions du spectre, le nombre de couleurs disponibles se révèle être insuffisant pour obtenir une qualité visuelle optimale. Cette palette ne pouvait en effet pas être mise à jour sans nécessiter de retravailler l’ensemble des images du jeu.

### Programmation
Age of Empires est programmé en C++ et en assembleur. Le code est au départ conçu en une seule partie, mais, au milieu du développement, la longueur du code commence à inquiéter les concepteurs. Les programmeurs Angelo Laudon et Tim Deen décident alors de scinder le code en deux : une partie pour le moteur de jeu (Genie) et une partie pour le jeu lui-même (Tribe). Cette amélioration se révèle être réussie et permet aux programmeurs de conserver une conception orientée objet. Il devient également plus facile d’améliorer ou de modifier le code, ce qui permet aux développeurs de gagner du temps sur la programmation. De plus, la plupart des informations nécessaires à l'instanciation des objets ne sont pas codées en dur dans le programme, mais sont renseignées à partir d'une base de données de type Paradox composée de plus de quarante tables contenant les caractéristiques de tous les objets du jeu. Les concepteurs pouvaient ainsi constamment modifier les données du jeu sans avoir besoin de faire appel à un programmeur.
L’amélioration des performances du moteur du jeu est l’un des enjeux majeurs du développement, la première version du jeu se révélant être beaucoup trop lente. En arrivant à Ensemble Studios, Matt Pritchard se focalise donc sur l’optimisation du moteur graphique. Après avoir étudié pendant plusieurs semaines les 100 000 lignes de code en C++ de celui-ci, il propose d’importants remaniements qui impliquent notamment de réécrire une partie du code en assembleur. Après cinq mois de travail, Matt parvient à augmenter la fréquence d’affichage de 7 à 14 images par seconde, puis à 55 images par seconde après une nuit passée à mettre en place les dernières pièces du nouveau moteur graphique. Matt Pritchard parvient également à optimiser d’autres parties du code du jeu, permettant de faire passer de 640x480 à 800x600 la résolution d’affichage de celui-ci.

### Musique
La musique du jeu a été composée par Stephen Rippy avec l’aide occasionnelle de son frère, David Rippy, et de Kevin McMullan. Pour celle-ci, ils utilisent des instruments de l’époque couverte par le jeu ainsi que des échantillons de musique. Les mélodies sont le fruit d’un important travail de recherche sur la culture, le style et les instruments utilisés.

### Tests
Le jeu a bénéficié de tests en interne tout au long du projet. Tous les employés d’Ensemble Studios ont ainsi été impliqués dans ces tests, ce qui permet à l’équipe de développement de bien comprendre en quoi le jeu est amusant. D’après Matt Pritchard, la bêta publique débute en revanche trop tard, en août 1997, pour que les développeurs puissent exploiter pleinement son potentiel. Il est en effet trop tard pour apporter des modifications au système de jeu malgré les retours constructifs des joueurs ayant participé à la bêta.  Les développeurs se limitent donc à la correction des bugs. Cette problématique affecte particulièrement le mode multijoueur par Internet du jeu. Celui-ci a en effet été testé à plusieurs reprises en interne, par Ensemble Studios et par Microsoft, mais sur des PC puissants et avec des connexions haut-débit. Après la sortie du jeu, les développeurs se rendent compte que la plupart des joueurs ne disposent à l’époque que de connexion par modem 56k et que les tests effectués en interne ne sont donc pas représentatifs de la situation réelle. Ils découvrent alors de nombreux bugs qui semblaient inoffensifs avec une connexion haut-débit mais qui se révèlent très problématiques avec une connexion Internet plus lente.

## Publication

### Coopération avec Microsoft
En 1995, Microsoft rencontre des difficultés pour s’imposer dans le marché des jeux vidéo. Certains de leurs jeux sont relativement réussis mais aucun ne s’impose comme un succès majeur.  Tony Goodman souhaite donc convaincre la firme américaine que Age of Empires est le jeu qui permettra à Microsoft de devenir un acteur majeur du secteur afin de s’assurer de son soutien financier. Tony prend contact avec l’éditeur par l’intermédiaire de Stuart Molder lors de la Game Developers Conference de 1995. Après une conférence, Tony l’aborde en lui expliquant qu’il est à la tête d’une société de développement de jeux vidéo qui emploie notamment un des concepteurs de Civilization, Bruce Shelley. Stuart connaissant ce dernier, il accepte de discuter du projet et six mois plus tard, le jeu est présenté au département jeux vidéo de Microsoft. Celui-ci suscite des réactions très positives auprès du comité exécutif de la société malgré les réserves initiales émises par Bill Gates à son sujet. Ce dernier change finalement d’avis et confirme qu’il fera tout son possible pour faire de ce jeu un classique,.
Si amener Microsoft à la table des négociations se révèle relativement facile, les discussions traînent en longueur. Celles-ci tournent principalement autour des questions d’argent, mais concernent aussi les problèmes de propriété intellectuelle, Ensemble Studios souhaitant au départ garder les droits sur la franchise Age of Empires. Pour faire pencher la balance en leur faveur, Tony présente le jeu à d’autres éditeurs tels que Hasbro Interactive, Electronic Arts ou 7th Level, mais c’est finalement bien avec Microsoft qu’il s’associe pour distribuer le jeu.

### Marketing
En parallèle de la campagne de relations publiques de Microsoft, Tony Goodman cherche lui aussi à faire connaître Age of Empires. Son premier objectif est d’obtenir le soutien d’un média connu pouvant faire l’éloge du jeu. La presse préférant discuter avec les développeurs qu’avec l’éditeur, il rencontre les journalistes de différents magazines de jeu vidéo auprès desquels il décrit Age of Empires comme étant un jeu révolutionnaire promis à devenir un phénomène. Son objectif n’est alors pas de les convaincre, mais simplement de faire germer l’idée que cela pourrait être le cas. Ainsi, lorsque les premiers articles sur le jeu sont publiés, ils reprennent les termes utilisés par Tony et rapidement, toute la presse spécialisée considère le jeu comme révolutionnaire.

### Localisation
Dès le début du projet, Microsoft prévoit de publier le jeu en six langues différentes, incluant le japonais. Les programmeurs d’Ensemble Studios doivent alors mettre à jour le code pour permettre au jeu de supporter la localisation. Pour cela, ils suppriment et remplacent toutes les références textuelles du code source qu’ils transfèrent ensuite dans un fichier externe. Les contraintes liées à la localisation et à l’utilisation de la Graphics Device Interface de Windows imposent aux développeurs un certain nombre de restrictions sur les possibilités d’affichage du texte dans le jeu. La conception de l’interface en pâtit, mais cette méthode simplifie énormément la localisation, toutes les traductions du jeu pouvant ainsi utiliser le même fichier exécutable.

## Versions et extension

### Versions PC
Age of Empires est publié par Microsoft le 15 octobre 1997 en Amérique du Nord et le 2 février 1998 en Europe et au Japon.
Le 24 août 1999, Microsoft publie Age of Empires Gold Edition qui regroupe le jeu original et son extension. Le 2 novembre 2000, Microsoft publie Age of Empires Collector's Edition qui regroupe le jeu original, Age of Empires II: The Age of Kings et leurs extensions.
Le 20 février 2018 sort Age of Empires: Definitive Edition, une version remasterisée du jeu incluant son extension ainsi que deux nouvelles campagnes exclusives à la démo du jeu original, centrées sur l’ascension des hittites et sur la première guerre punique. Si le jeu fut loué pour sa refonte graphique réussie et son ambiance sonore réarrangé, l'intelligence artificielle et certaines mécaniques de gameplay héritées de la version originale furent vivement critiquées, tout comme le choix discutable de limiter la sortie du jeu au Microsoft Store avant de le sortir sur Steam.
Le jeu connut une nouvelle ressortie le 16 mai 2023 sous la forme d'une extension à Age of Empires II: Definitive Edition, sous le nom de Return of Rome. Il corrige les principaux défauts d'Age of Empires: Definitive Edition et en importe même certains visuels, tout en y ajoutant de nouvelles mécaniques comme la possibilité de construire des portes, d'adopter des formations militaires et faire du commerce terrestre. La civilisation Lạc Việt (en) et trois nouvelles campagnes (centrées sur Sargon d'Akkad, Pyrrhus Ier et Trajan) sont également proposées. Les campagnes originales ne sont cependant pas disponibles dès le lancement,, elles ne sont ajoutées progressivement qu'au fur et à mesure des diverses mises à jour. À l'heure actuelle, seules celles centrées sur les Égyptiens, les Grecs, les Babyloniens et les Carthaginois sont disponibles.

### Version Macintosh
Le 25 octobre 1999 (ou en juillet selon certaines sources), MacSoft Games publie une version Macintosh du jeu aux États-Unis,.

### Versions Pocket PC
En décembre 2003, Mobile Digital Media édite une version Pocket PC du jeu baptisé Age of Empires Gold Pocket PC Edition. Développé par Zio Interactive, celle-ci inclut le jeu original et son extension et est disponible sous forme de carte MMC ou en téléchargement. Du fait des limitations imposées par ce support, certains éléments de la version PC, comme le mode multijoueur, les scènes cinématiques ou l'éditeur de niveau, ne sont pas présents dans cette version, sa définition d'écran étant de plus limitée à 320x200.

### Extension
Lorsque la collaboration avec Ensemble Studios débute, Microsoft est convaincu par ses expériences passées que publier une extension n’est jamais rentable. Aucune extension n’est donc prévue par l’accord initial. Le succès d’Age of Empires, qui dépasse largement les prévisions de Microsoft, change cependant la donne et Tony Goodman parvient à les convaincre de publier The Rise of Rome. Celle-ci est commercialisée le 31 octobre 1998 et devient à l’époque le jeu le plus profitable jamais publié par Microsoft en se vendant à plus d'un million d'exemplaires,. Celle-ci inclut quatre campagnes inédites et quatre nouvelles civilisations inspirées de la Rome Antique : l’Empire romain, le royaume de Macédoine et les villes de Carthage et de Palmyre. Elle ajoute également de nouvelles technologies et unités comme les éléphants de guerre, les chameliers, les chars à faux, les frondeurs ou les galères incendaires. L’interface est également améliorée avec entre autres la possibilité de créer des files de production,,.
Age of Empires a également fait l'objet d'une extension non officielle baptisée Conquests of the Ages et publiée par Ubisoft en 1999. Celle-ci n'inclut pas de nouvelles unités, mais introduit quatre nouvelles campagnes, déjà disponibles sur Internet, dans lesquels le joueur doit faire prospérer les civilisations Hittites, Phénicienne, Assyrienne et Shang. Chacune d'elles est constituée de huit missions auxquelles s'ajoutent 36 nouvelles cartes destinées au multijoueur.

## Accueil

### Critiques
| Age of Empires           |      |       |
| Média                    | Pays | Notes |
| AllGame                  | US   | 4.5/5 |
| Computer Gaming World    | US   | 4.5/5 |
| Coming Soon Magazine     | US   | 90 %  |
| Computer and Video Games | US   | 90 %  |
| Cyber Stratège           | FR   | 4.5/5 |
| Game Revolution          | US   | B+    |
| GameSpot                 | US   | 68 %  |
| Gen4                     | FR   | 5/5   |
| IGN                      | US   | 70 %  |
| Jeuxvideo.com            | FR   | 17/20 |
| Joystick                 | FR   | 80 %  |
| PC Player                | FR   | 4/5   |
| PC Jeux                  | FR   | 92 %  |
| PC Zone                  | UK   | 94 %  |
| Compilations de notes    |      |       |
| Metacritic               | US   | 83 %  |
| MobyGames                | US   | 85 %  |
| GameRankings             | US   | 87 %  |

Bien qu'il ne soit pas aussi bien accueilli que ses successeurs, Age of Empires est plutôt bien reçu par les critiques. Il obtient ainsi des moyennes de 83 %, 87 % et 85 % sur les sites Metacritic, GameRankings et MobyGames,,.
À sa sortie, ce sont d'abord ses graphismes qui sont mis en avant, la presse spécialisée les décrivant de manière unanime comme étant de grande qualité et notant que dans ce domaine, il écrase tous ses concurrents,. Le jeu est ainsi décrit comme réaliste et doté d'environnement réellement vivant et ses animations sont jugées renversantes. Certaines critiques regrettent néanmoins que le jeu soit un peu lent sur les plus grandes cartes et que l'aspect des unités soit le même pour toutes les civilisations,. Les effets sonores et les musiques sont également jugés réussis, le test du magazine Gen4 notant que ces derniers sont largement au niveau des graphismes. Au niveau de l'interface, les critiques s'accordent à dire que le jeu est facile à prendre en main mais notent qu'il est desservi par l'impossibilité d'assigner des points de cheminement, de faire des files de production ou de donner des ordres précis aux unités comme monter la garde ou patrouiller,. L’intelligence artificielle des unités est par contre très critiquée, certains journalistes n'hésitant pas à la décrire comme médiocre voire pathétique,. Le site GameSpot note ainsi qu'elle augmente le niveau de micromanagement nécessaire pour distribuer les ordres mais qu'elle rend le jeu beaucoup moins amusant. L'intelligence artificielle des joueurs contrôlés par l'ordinateur est jugée plus réussie, certaines critiques la décrivant même comme redoutable,.
L'originalité de son contexte historique est souvent décrit comme un des points forts du jeu qui lui permet de se démarquer de jeux comme Warcraft II ou Command and Conquer,. Certains journalistes mettent notamment en avant l’important travail de recherche historique réalisé par les développeurs et notent que celui-ci est « historiquement très précis pour un jeu vidéo ». Bien que le jeu soit souvent décrit comme la rencontre entre Warcraft II et Civilization, de nombreuses critiques jugent qu'il n'a en fin de compte aucun rapport avec ce dernier et qu'il n'apporte pas d'innovation majeure par rapport à la concurrence,. Certaines critiques regrettent ainsi que malgré son contexte historique, le jeu ne soit qu'un « simple jeu de combat » n'atteignant pas la profondeur de Dark Reign ou de Total Annihilation. De nombreux journalistes notent également que la trop faible limite de population dessert le jeu,. Certaines critiques considèrent néanmoins que malgré ces défauts, le jeu reste unique grâce notamment à la diversité des civilisations, des unités et des bâtiments,. La campagne du jeu est en revanche décrite comme étant une réussite, les critiques soulignant en particulier le nombre et la diversité des scénarios disponibles,. Son mode multijoueur est lui aussi bien accueilli, certains journalistes notant que c'est dans celui-ci que l'ont ressent le mieux la profondeur du jeu. Enfin, son éditeur de niveau est jugé fantastique, le journaliste de Joystick soulignant qu'il permet de créer facilement aussi bien des scénarios que des campagnes et qu'il est également possible de définir les comportements associés à l’intelligence artificielle.

### Ventes
Dès sa sortie, Age of Empires connaît un important succès commercial et reste pendant plusieurs mois en première place des ventes de jeux vidéo de stratégie aux États-Unis, au Royaume-Uni, en France et en Allemagne. En 1998, il est l'un des dix jeux vidéo les plus vendus dans le monde. Dans les années qui suivent, le jeu est responsable de plus de 50 % des revenus du département jeu de Microsoft et il dépasse les trois millions de titres vendus en moins de trois ans,.

### Récompenses
À sa sortie, le jeu est récompensé à plusieurs reprises par la presse spécialisée, le site GameSpot lui décernant par exemple le titre de Game of the Year en 1997.
En 1998, l’Academy of Interactive Arts and Sciences le nomme Best Strategy Game of the Year, le jeu est également récompensé du Best of Show Award for Game Design and Development lors de la Game Developers Conference,.

## Postérité
À la suite du succès de Age of Empires, Ensemble Studios lance le développement d’une suite appelée Age of Empires II: The Age of Kings qui sort deux ans plus tard le 30 septembre 1999. Celui-ci reprend le même principe que le premier opus de la série, mais couvre une période différente (le Moyen Âge) et apporte de nombreuses améliorations que ce soit au niveau des graphismes ou du système de jeu,. Celui-ci reçoit un meilleur accueil que son prédécesseur avec un score de 92 % sur les sites Metacritic et GameRankings, et deux millions de copies sont vendues 3 mois après sa sortie. Age of Empires II: Age of Kings est complété quelques mois plus tard par une extension appelée Age of Empires II: The Conquerors qui sort le 24 août 2000. Ensemble Studios s’éloigne ensuite du genre historique et développe  Age of Mythology qui partage des éléments de gameplay avec ses prédécesseurs mais se concentre sur les mythologies égyptienne, grecque et nordique en incorporant de nouveaux types d’unités comme des créatures imaginaires et des héros,. Le troisième épisode historique de la série, appelé Age of Empires III, est publié en 2005 et couvre la période de colonisation de l’Amérique du Nord; cet épisode a connu un succès moindre que ses prédécesseurs.

## Esport
Vingt ans après sa sortie, le jeu est extrêmement populaire au Vietnam, où les compétitions sont dominées par des joueurs célèbres tels que Chim Se Di Nang (vi).